# Route du sel de la Camargue au Rouergue

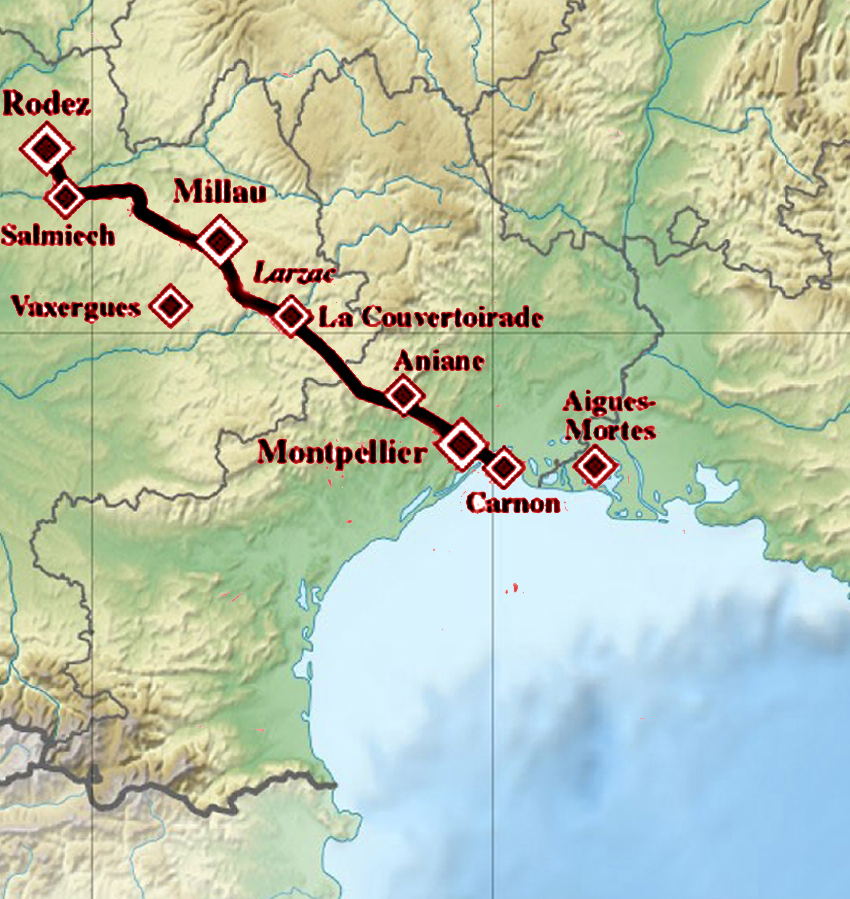
Route du sel de Camargue en Rouergue.

La route du sel de la Camargue au Rouergue est une route commerciale qui fut utilisée de la préhistoire jusqu'au milieu du XIXe siècle. Elle fut source de revenus tant par la vente du sel lui-même que par les taxes qu'il générait (droit de péage, octroi et gabelle). 

## Historique
Olivier Constant explique que cette route remonte à la préhistoire et que : « Cette liaison n'est autre que l'itinéraire qu'empruntaient vers le Xe siècle les caravanes de mules pour transporter, du Rouergue vers les bords de la Méditerranée, des bois d'une résistance exceptionnelle pour construire des bateaux. Au retour, les convois, composés également d'attelages tirés par des chevaux ou des bœufs, ramenaient des sacs de sel, véritable « or blanc », utilisé dans le conditionnement et la conservation des aliments. ».  
La route de la Camargue au Rouergue partait des salins de Peccais, longeait les contreforts des Cévennes jusqu'à Millau et rejoignait ensuite Salmiech et Rodez. Cet itinéraire était long de 270 kilomètres.

## Organisation

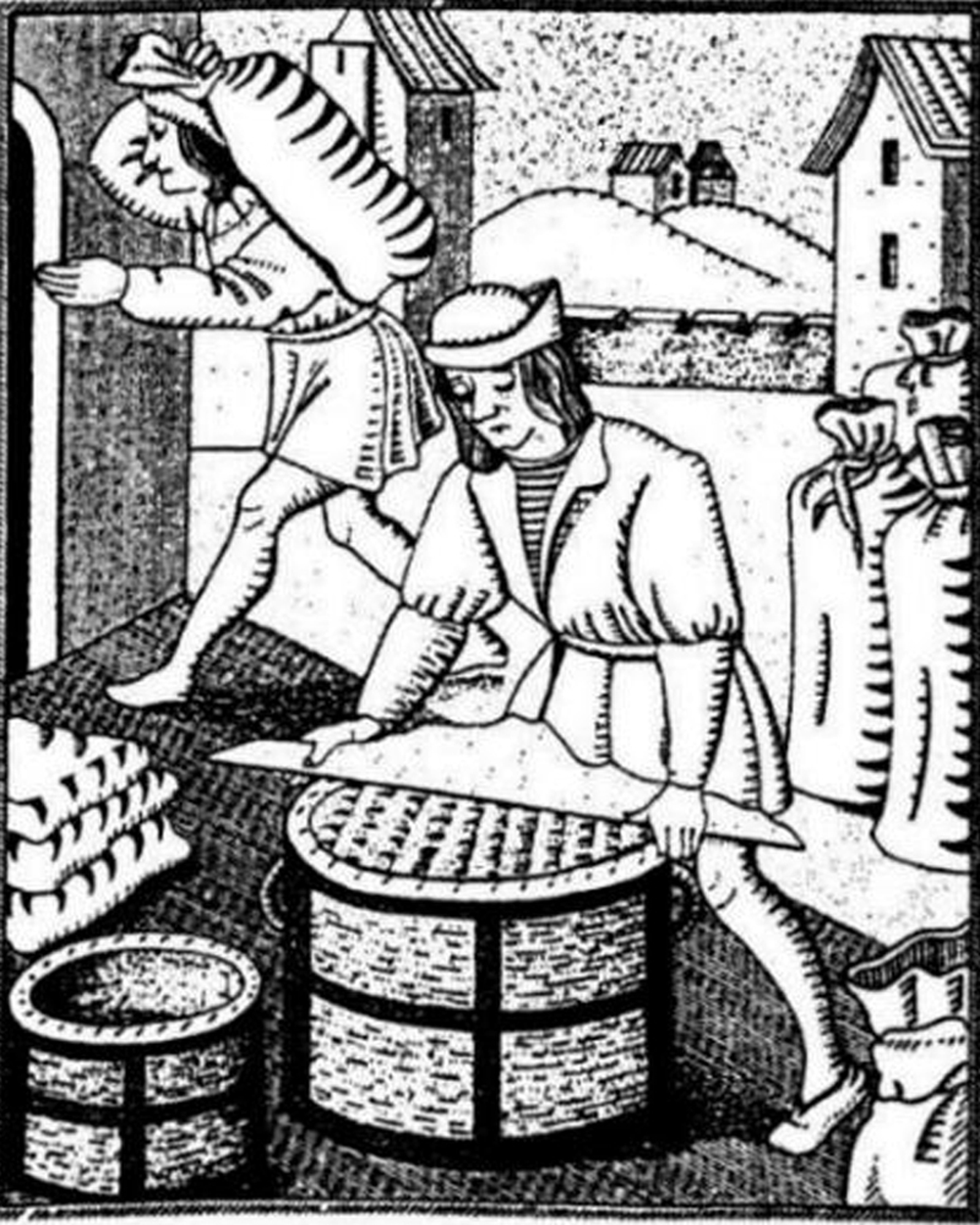
Grenier à sel médiéval.

Les convois muletiers étaient toujours placés sous bonne garde et accompagnés d'une escorte armée. Pour celui montant vers Rodez, il s'agissait des Hospitaliers du grand prieuré de Saint-Gilles. Ceux-ci avaient pour mission de protéger le sel de toute attaque et d'interdire tout prélèvement frauduleux. En dépit des conditions atmosphériques qui pouvaient régner parfois sur le Larzac ou sur le Lévezou, les muletiers parvenaient le plus souvent à parcourir des distances de 80 à 100 kilomètres par jour. 
Ces caravanes n'étaient pas exemptées des péages imposés par les plus puissants seigneurs ainsi que de l'octroi à l'entrée des villes. Tout au long de la route, la caravane approvisionnait de façon continue les greniers à sel. Le sel était soumis à la gabelle depuis 1342. Cet impôt sur la consommation fut l'une des causes de la Révolution française. Le Rouergue, avec les élections de Rodez et de Millau, faisait partie des pays de petite gabelle. Contrairement aux pays de grande gabelle où les taxes étaient exorbitantes, ceux de petite gabelles étaient beaucoup moins élevées et la consommation, par tête de sel, plus importante.   
La route du sel joua son rôle économique jusqu'au milieu du XIXe siècle et fut supplantée par le chemin de fer.